# Solenopsis validiscula
Solenopsis validiscula é uma espécie de formiga do gênero Solenopsis, pertencente à subfamília Myrmicinae.